# Syndicalisme aux États-Unis

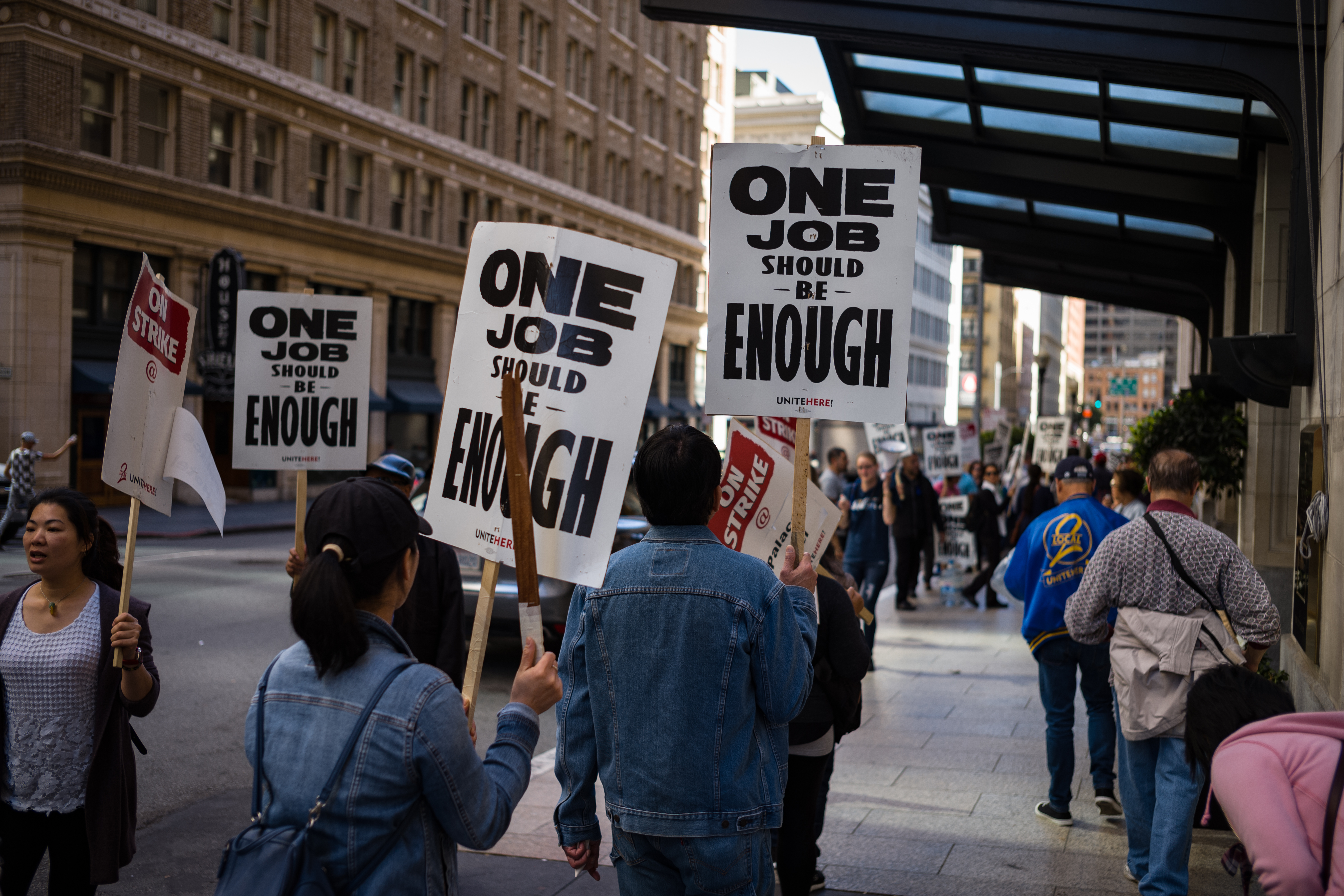
Travailleurs syndiqués de l'hôtellerie en grève avec le slogan « One job should be enough » ("Un seul emploi devrait suffire")

Le syndicalisme aux États-Unis se manifeste par l'intermédiaire de syndicats qui représentent les travailleurs des États-Unis dans de nombreux secteurs, conformément au droit du travail américain depuis l’adoption du National Labor Relations Act en 1935. Leur activité se concentre sur la négociation collective concernant les salaires, les avantages sociaux ((en) Compensation and (fringe) Benefits, les conditions de travail de leurs membres, ainsi que sur la représentation de ces derniers dans les litiges avec leur direction; relatifs aux violations des dispositions contractuelles. Les syndicats de plus grande taille s’engagent également généralement dans des activités de lobbying et de participation électorale aux niveaux étatique et fédéral.
La plupart des syndicats aux États-Unis sont affiliés à l’une des deux principales organisations faîtières : l’AFL-CIO, créée en 1955, et la Change to Win Federation (également connue sous le nom de Strategic Organizing Center ou SOC), qui s’est séparée de l’AFL-CIO en 2005. Les deux organisations défendent des politiques et des législations en faveur des travailleurs aux États-Unis et au Canada, et jouent un rôle actif en politique. L’AFL-CIO est particulièrement préoccupée par les questions liées au commerce mondial.
Le pourcentage de travailleurs syndiqués (ou la « densité syndicale » totale) varie selon les pays. En 2022, il était de 10,1 % aux États-Unis, contre 20,1 % en 1983,. Il y avait 14,3 millions de membres aux États-Unis en 2022, contre 17,7 millions en 1983. L’adhésion syndicale dans le secteur privé est tombée à 6 %, soit un cinquième de celle des travailleurs du secteur public, qui s’établissait à 33,1 % en 2022. Du point de vue mondial, en 2016, les États-Unis avaient la cinquième plus faible densité syndicale parmi les 36 pays membres de l’OCDE,.
Au XXIe siècle, les syndicats les plus en vue sont ceux des employés du secteur public tels que les employés municipaux, les fonctionnaires, les  enseignants et les policiers. Les membres des syndicats sont majoritairement âgés, de sexe masculin et résident dans le Nord-Est des États-Unis, le Midwest des États-Unis et en Californie. Il existe un écart salarial substantiel entre les travailleurs syndiqués et non syndiqués aux États-Unis ; les travailleurs syndiqués perçoivent en moyenne des salaires plus élevé; les recherches montrent que les écarts salariaux syndicaux sont plus élevés dans le secteur privé que dans le secteur public, et plus élevés pour les hommes que pour les femmes. La force des syndicats du secteur privé a un effet positif sur les salaires des travailleurs non syndiqués du secteur privé (en contrôlant les conditions de fond, telles que l’industrie, le risque d’automatisation industrielle, la délocalisation, la force des syndicats du secteur public, les niveaux d’emploi globaux ainsi que d’autres facteurs); c’est ce qu’on appelle l’effet de débordement syndical[Quoi ?].
Bien que beaucoup plus petits par rapport à leur pic d’adhésion dans les années 1950, les syndicats américains restent un facteur politique, tant par la mobilisation de leurs propres membres que par des coalition politiques avec des organisations militantes partageant les mêmes idées sur des questions telles que les droits des immigrants, la protection de l’environnement, la politique commerciale, les soins de santé et les campagnes pour un salaire décent. Une préoccupation particulière concerne les efforts des villes et des États pour réduire les obligations de pension dues aux travailleurs syndiqués qui prendront leur retraite à l’avenir. Une étude des élections américaines de 1964 à 2004 a révélé que les syndicats augmentent la participation électorale tant des membres que des non-membres. Les syndicats ont une alliance de longue date avec le Parti démocrate, et les membres des syndicats constituent une partie importante de la base électorale du parti. En revanche, le Parti républicain s’est opposé aux syndicats et a défendu diverses politiques antisyndicales, telles que l’adoption de lois sur le droit au travail, des restrictions sur la négociation collective des syndicats du secteur public, l’abrogation des lois sur le salaire prévalent, et la préemption[Quoi ?] des lois locales sur le salaire minimum.

## Histoire

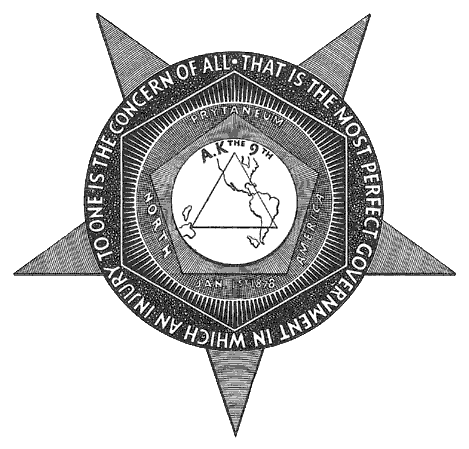
Knights of Labor's seal: "An injury to one is a concern to all."

Les syndicats ont commencé à se former au milieu du XIXe siècle en réponse aux impacts sociaux et économiques de la révolution industrielle. Des syndicats nationaux ont vu le jour après la guerre de Sécession. Les Knights of Labor ont émergé comme une force majeure à la fin des années 1880, mais se sont effondrés en raison d’une mauvaise organisation, d’un manque de leadership efficace, de désaccords sur les objectifs et d’une forte opposition des employeurs et des autorités gouvernementales.[réf. nécessaire]
L’American Federation of Labor (AFL), fondée en 1886 et dirigée par Samuel Gompers jusqu’à sa mort en 1924, s’est révélée beaucoup plus durable. Elle a aidé à coordonner et à soutenir les grèves et est finalement devenue un acteur majeur de la politique nationale, généralement du côté des démocrates.
Les syndicats américains ont grandement bénéficié des politiques du New Deal de Franklin Delano Roosevelt dans les années 1930. Le Wagner Act, en particulier, a protégé légalement le droit des syndicats à s’organiser. À partir de ce moment, les syndicats ont développé des liens de plus en plus étroits avec le Parti démocrate et ont été considérés comme un élément central de la coalition du New Deal.[réf. nécessaire]

### Post Seconde Guerre mondiale

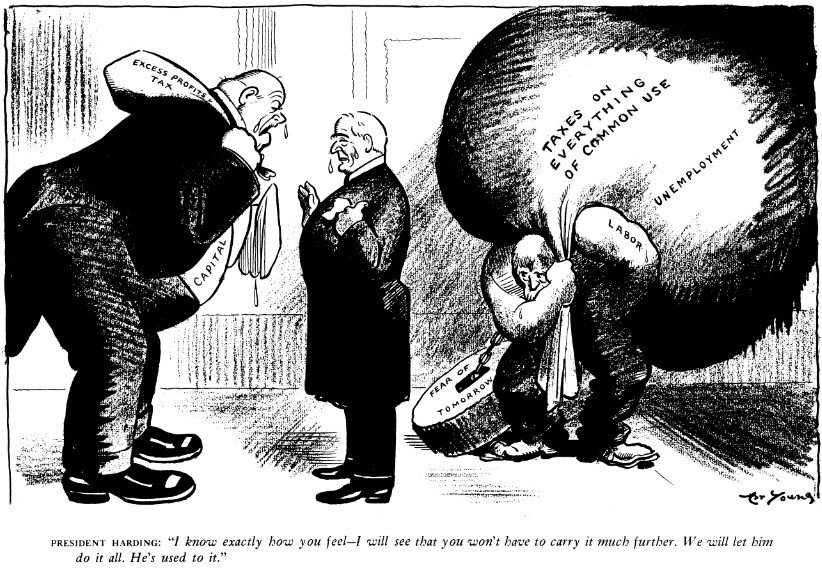

Les conservateurs favorables aux entreprises prirent le contrôle du Congrès des États-Unis en 1946, et adoptèrent en 1947 la Loi Taft-Hartley, rédigée par le sénateur Robert A. Taft. Le président Truman opposa son veto à cette loi, mais la coalition conservatrice passa outre. Cette décision bénéficia d’un soutien important chez les démocrates, dont 106 sur 177 à la Chambre des représentants des États-Unis et 20 sur 42 au Sénat des États-Unis. Toujours en vigueur, cette loi interdit notamment les contributions syndicales aux campagnes politiques, restreint le droit de grève lorsque la « sécurité nationale » est en jeu, et impose l’exclusion des dirigeants syndicaux communistes (cette dernière disposition a été jugée inconstitutionnelle par la Cour suprême et n’est plus en vigueur). Les syndicats menèrent pendant des années une campagne intense pour obtenir l’abrogation de cette loi, sans succès. À la fin des années 1950, la loi Landrum-Griffin de 1959 fut adoptée, à la suite d’enquêtes parlementaires sur la corruption et le déficit de démocratie interne au sein des Teamsters et d’autres syndicats,.
En 1955, les deux principales organisations syndicales, l’AFL et le CIO, fusionnèrent, mettant fin à plus de vingt ans de division. George Meany, président de l’AFL, devint président de la nouvelle fédération AFL–CIO, et William Schnitzler, secrétaire-trésorier de l’AFL, en devint le secrétaire-trésorier. Le projet de constitution fut principalement rédigé par le vice-président de l’AFL Matthew Woll et le conseiller juridique du CIO Arthur Goldberg, tandis que les déclarations politiques conjointes furent rédigées par Matthew Woll, le secrétaire-trésorier du CIO James Carey, les vice-présidents du CIO David McDonald et Joseph Curran, le président des Brotherhood of Railway Clerks George Harrison, et le président de l’AFL–CIO de l’Illinois Reuben Soderstrom.
La proportion de travailleurs syndiqués (« densité syndicale ») atteignit un pic en 1954, avec près de 35 %, et le nombre total de syndiqués culmina en 1979, avec environ 21 millions de membres,. Depuis, ce chiffre est en baisse constante dans le secteur privé, tandis que le syndicalisme s’est développé dans le secteur public.

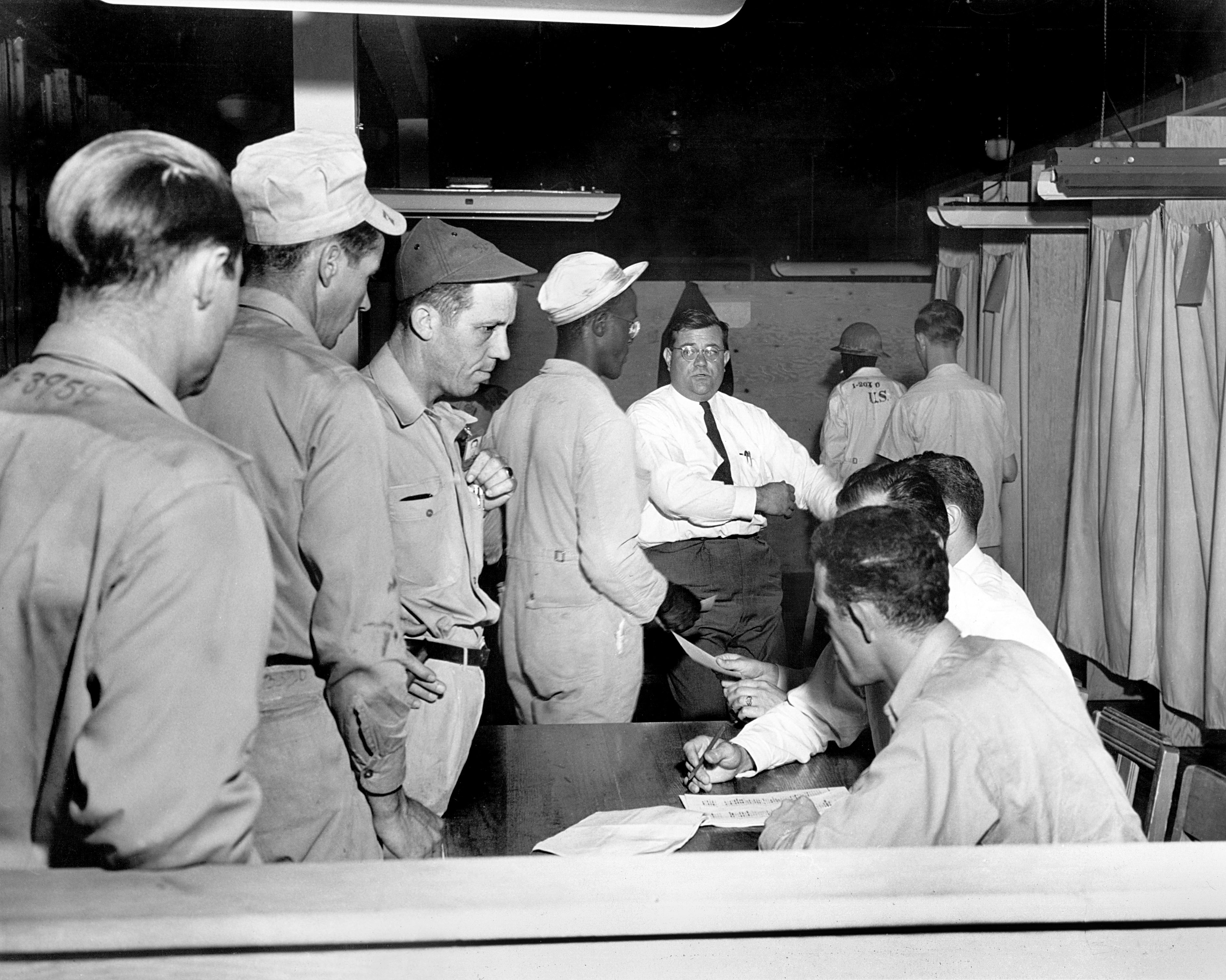
Vote syndical de fonctionnaires au Laboratoire national d’Oak Ridge (1948)

Après 1960, les syndicats du secteur public connurent une forte croissance, obtenant de bons salaires et des pensions élevées pour leurs membres. Tandis que l’industrie et l’agriculture déclinaient, l’emploi dans les administrations locales et des États quadrupla, passant de 4 millions de salariés en 1950 à 12 millions en 1976, puis à 16,6 millions en 2009. En ajoutant les 3,7 millionsde civils employés par l’État fédéral, 8,4 millions d’agents publics étaient couverts par des conventions collectivesen 2010, soit 31 % des fonctionnaires fédéraux, 35 % des employés des États et 46 %des employés locaux.
Dans les années 1970 une augmentation rapide des importations (automobiles, acier et électronique du Japon et d'Allemagne, et des vêtements, chaussures d'Asie) affaiblissent les fabricants Américains. Dans les années 1980, on a observé un déplacement massif de l’emploi, avec moins de travailleurs dans les secteurs à hauts salaires et davantage dans les secteurs à bas salaires. Plusieurs compagnies ont fermés ou se sont déplacés dans des États plus au sud, ont contré la menace de grève en menaçant de fermer ou de délocaliser une usine, ou ont délocalisé leurs usines vers des pays à bas salaires. Le nombre de grèves et de lock-out majeurs a chuté de 97 %, passant de 381 en 1970 à 187 en 1980 pour n’atteindre que 11 en 2010,. Sur le plan politique, les syndicats en déclin ont perdu de l’influence au sein du Parti démocrate, et les Républicains libéraux pro-syndicats se sont effacés. L’adhésion aux syndicats parmi les travailleurs du secteur privé a considérablement diminué, bien qu’après 1970, il y ait eu une croissance des syndicats d’employés des gouvernements fédéral, d’État et locaux,. L’atmosphère intellectuelle des années 1970 et 1980 favorisait la déréglementation et la concurrence libre. De nombreuses industries ont été déréglementées, y compris les compagnies aériennes, le transport routier, les chemins de fer et les télécommunications, malgré l’opposition des syndicats concernés. Le point culminant est survenu lorsque le président Ronald Reagan (ancien président de syndicat) a brisé la grève illégale desProfessional Air Traffic Controllers Organization (PATCO) en 1981, portant un coup majeur aux syndicats,.
Le Parti Républicain a commencé à faire adopter des projets de loi visant à réduire le pouvoir des syndicats de fonctionnaires ainsi qu’à éliminer les réglementations pesant sur les entreprise,,.

## Les syndicats auXXIesiècle

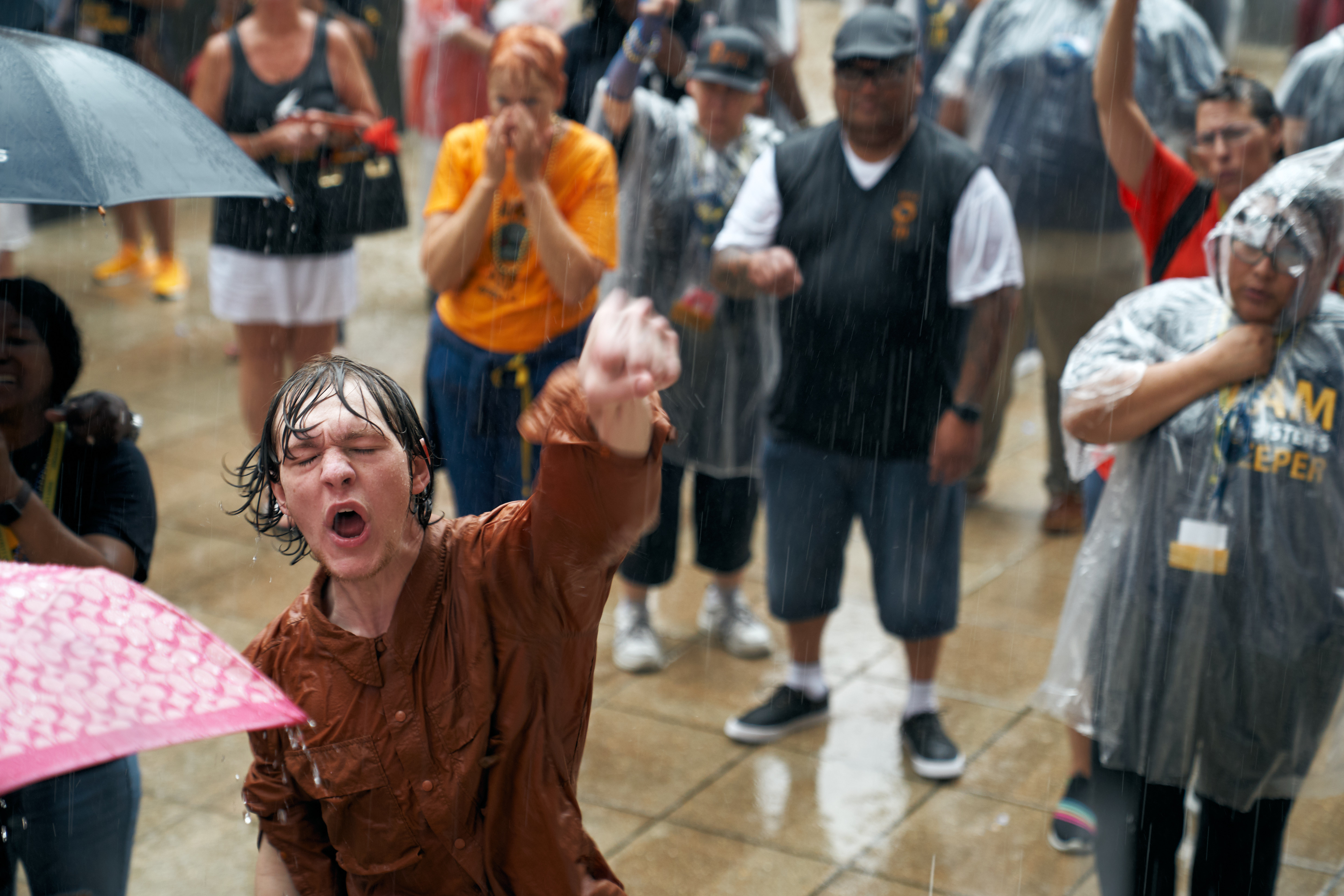
Union members rally to reject union busting in New Orleans (2019)

La plupart des syndicats de travailleurs des États-Unis sont membres d'une des deux organisation de plus grande envergure : la Fédération américaine du travail (AFL–CIO) ou la Strategic Organizing Center (SOC), qui se sont divisées de l'AFL-CIO en 2005-2006. Les deux organisations défendent les politiques et législations favorables aux travailleurs aux États-Unis et au Canada, et ont un rôle actif en politique favorisant le parti Démocrate mais pas uniquement. L'AFL–CIO est spécialement concernée par les problème d'échanges et d'économie mondiaux.
Les syndicats du secteur privé sont régulés par le National Labor Relations Act (NLRA), passé en 1935 et amendé depuis. La loi est supervisée par le National Labor Relations Board (NLRB), qui est une independent federal agency. Les syndicats du secteur public sont régulés en partie par les lois de l'état ainsi que par des fédéraux. En général ils montrent des taux d'accroissement solides, car les salaires et les conditions de travail sont discutées lors de négociations avec les officiel de l'état élus localement.
Afin de rejoindre un syndicat de travailleurs traditionnel, il faut soit avoir une reconnaissance volontaire de leur employeur soit avoir la majorité des travailleurs dans une unité de négociation qui vote en faveur de la représentation syndicale. Dans les deux cas, le gouvernement doit certifier le nouveau syndicat. D'autres formes de syndicats existent comme les minority unionism, solidarity unionism, et des pratiques d'organisations tel que les Industrial Workers of the World, qui ne suivent pas toujours le modèle des organisations traditionnelles.
Les syndicats du secteur public sont dirigés par les lois du travail et les conseils du travail dans chacun des 50 états. Les états du nord utilisent le NLRA et le NLRB pour encadrer leur lois. Dans les autres états, les travailleurs du service public n'ont pas le droit de créer une entité syndicale. (Environ 40 % des employés du public n'ont pas le droit de structurer un syndicat.),.
Un examen conduit par le gouvernement fédéral sur les échelles salariale à montré que les employé d'un syndicat travailleur gagne 33 % de plus que leurs homologues non syndicalisés, ainsi que plus de sécurité d'emploi, de plus de sureté et de meilleurs conditions de travail. Le salaire médian par semaine pour les travailleurs syndiqués est de 973 $ en 2014 contre 763 $ pour leurs homologues.
De nouveaux médias et, plus tard, des journaux traditionnels ont mené une vague de syndicalisation depuis 2015, stimulée par les pertes subies pendant la Grande Récession et les licenciements dans les start-up. Le "NewsGuild" et la "Writers Guild of America" ont remporté nombre de ces combats, représentant notamment 5 000 journalistes répartis dans 90 organisations.

## Négociations de travailleurs
Lorsque les syndicats gagne le soutien d'une majorité d'unité de négociation et acquiert un lieu de travail, il a la responsabilité de négocier les conditions d'emploi. Sous le NLRA, les employés peuvent aussi, s'il n'y a pas de majorité de soutien, créer un syndicat de minorité qui représente uniquement les droits de ceux qui ont choisi de la rejoindre.
Cependant, les entreprises ne sont pas tenues de reconnaître un syndicat minoritaire comme agent de négociation pour ses membres, ce qui limite donc le pouvoir de ce syndicat.
Ce modèle de minorité a été largement utilisé, mais a été écarté lorsque les syndicats ont commencé à remporter systématiquement le soutien d'une majorité. Les syndicats commencent à revoient leur "member-only" modèle, depuis les nouveaux changements du droit du travail, qui sont vus par ceux-ci comme des freins à l'organisation des travailleurs.
Les employeurs et les syndicats écrivent les modalités et conditions de travail dans des contrats juridiquement contraignants. Lorsqu’un différend survient au sujet du contrat, la plupart des conventions prévoient que les parties tentent de résoudre leur désaccord par une procédure de grief, afin de voir si le conflit peut être résolu à l’amiable. Si le syndicat et l’employeur ne parviennent toujours pas à trouver un accord, l’une ou l’autre des parties peut choisir de soumettre le différend à un arbitrage, où l’affaire est plaidée devant un tiers neutre.

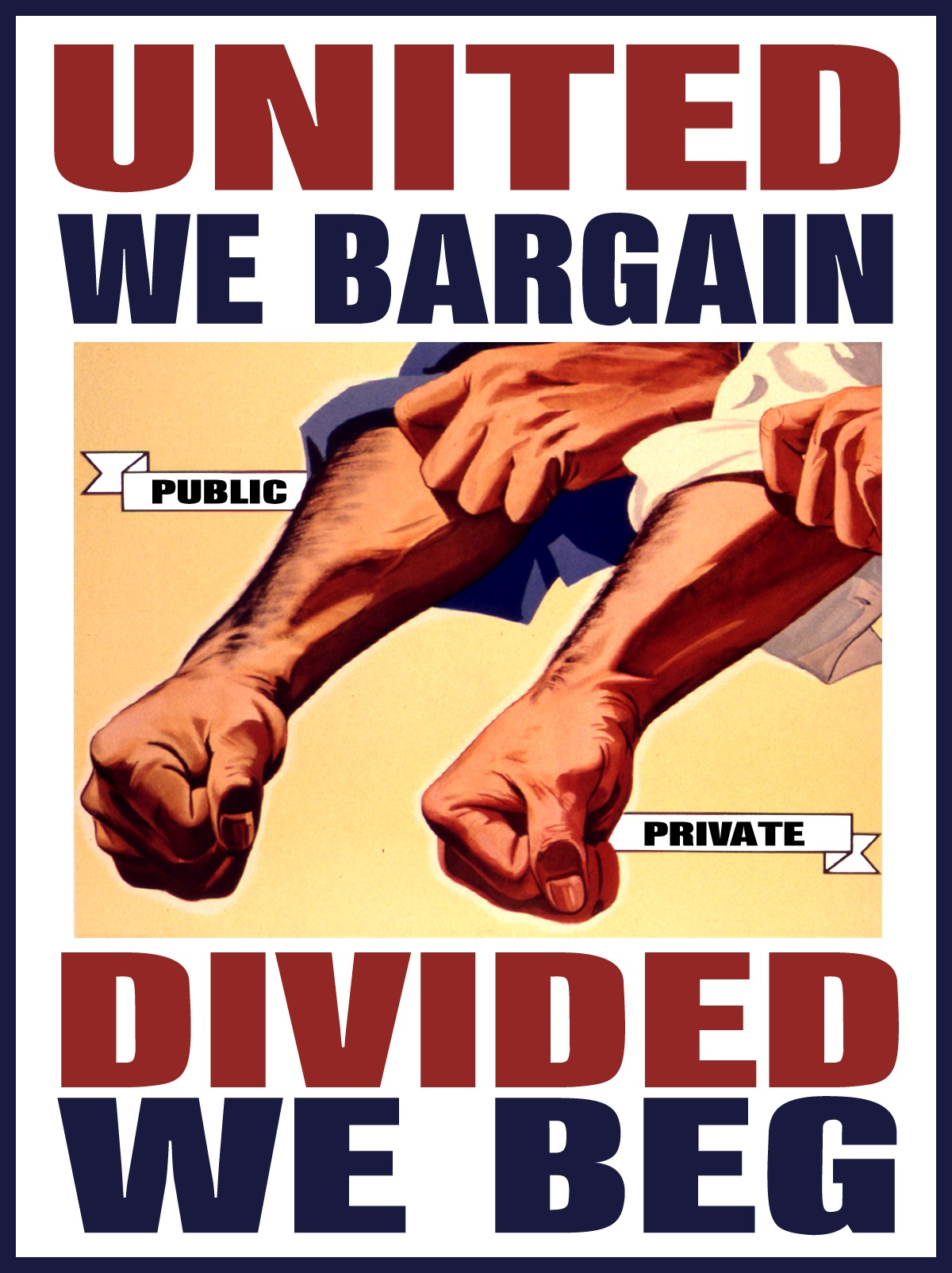
Worker slogan used during the 2011 Wisconsin protests

Les statuts du droit au travail interdisent aux syndicats de négocier des magasins syndicaux et des agences mercantiles[Quoi ?]. Ainsi, bien que les syndicats existent dans les États dits « right-to-work », ils y sont généralement plus faibles.
Les membres de syndicats bénéficient des « droits Weingarten ». Si la direction interroge un syndiqué sur une question pouvant entraîner une sanction disciplinaire ou d’autres modifications de ses conditions de travail, le salarié peut demander à être assisté par un représentant syndical. Les droits Weingarten tirent leur nom de la première décision de la Cour suprême qui a reconnu ces droits.
Le NLRA (National Labor Relations Act) va plus loin en protégeant le droit des travailleurs à organiser des syndicats. Elle protège le droit des travailleurs à mener toute "action concertée" en vue d’une aide ou protection mutuelle. Ainsi, aucun lien formel avec un syndicat n’est nécessaire. Une action concertée, "dès son origine, implique seulement un orateur et un auditeur, car une telle action est une étape préliminaire indispensable à l’auto-organisation des salariés".
Les syndicats militent pour une nouvelle législation fédérale, le Employee Free Choice Act (EFCA), qui permettrait aux travailleurs de choisir une représentation syndicale simplement en signant une carte de soutien (appelé « card check »). Le processus actuel, établi par la loi fédérale, exige qu’au moins 30 % des employés signent ces cartes, puis attendent 45 à 90 jours pour qu’un responsable fédéral organise un vote à bulletin secret où une majorité simple des employés doit voter en faveur du syndicat afin d’obliger l’employeur à négocier.
Les syndicats affirment que, sous le système actuel, de nombreux employeurs profitent de la période de 45 à 90 jours pour mener des campagnes antisyndicales. Certains opposants à cette législation craignent que supprimer le vote à bulletin secret du processus expose les travailleurs à l’intimidation et aux pressions de la part des syndicats. Lors des élections de 2008, l’EFCA bénéficiait d’un large soutien de nombreux législateurs à la Chambre et au Sénat, ainsi que du président. Depuis, le soutien aux dispositions de « card check » de l’EFCA a considérablement diminué.

## Membres

% of employed US workers with union membership. Source: OECD Data, Trade Union Dataset

L’adhésion syndicale est en déclin aux États-Unis depuis 1954, et depuis 1967, à mesure que les taux de syndicalisation diminuaient, la part du revenu global détenue par la classe moyenne américaine diminuait elle aussi de façon correspondante. En 2007, le département du Travail a signalé la première augmentation du nombre de syndiqués en 25 ans et la plus forte progression depuis 1979. La plupart des gains récents en termes d’adhésion syndicale ont eu lieu dans le secteur des services, tandis que le nombre de salariés syndiqués dans le secteur manufacturier a diminué. La majorité des avancées dans le secteur des services proviennent des États de la côte Ouest, comme la Californie, où le taux de syndicalisation atteint désormais 16,7 %, contre une moyenne nationale d’environ 12,1 %,,. Historiquement, la croissance rapide des syndicats de fonctionnaires depuis les années 1960 a servi à masquer un déclin encore plus marqué de l’adhésion syndicale dans le secteur privé.
Au sommet de la densité syndicale dans les années 1940, seulement environ 9,8 % des employés publics étaient représentés par des syndicats, tandis que 33,9 % des travailleurs privés non agricoles bénéficiaient d’une telle représentation. Dans cette décennie, ces proportions se sont essentiellement inversées, avec 36 % des travailleurs du secteur public représentés par des syndicats, tandis que la densité syndicale dans le secteur privé a chuté à environ 7 %. La dernière enquête du Bureau of Labor Statistics des États-Unis indique que l’adhésion syndicale dans le pays est montée à 12,4 % de l’ensemble des travailleurs, contre 12,1 % en 2007. Pendant une courte période, l’adhésion syndicale dans le secteur privé a connu un léger rebond, passant de 7,5 % en 2007 à 7,6 % en 2008. Cependant, cette tendance s’est depuis inversée. En 2013, il y avait 14,5 millions de membres aux États-Unis, contre 17,7 millions en 1983. En 2013, le pourcentage de travailleurs syndiqués était de 11,3 %, contre 20,1 % en 1983. Le taux dans le secteur privé était de 6,4 %, et dans le secteur public de 35,3 %.
En 2023, le Bureau of Labor Statistics a rapporté que l’adhésion aux syndicats avait atteint un niveau historiquement bas aux États-Unis, passant de 10,3 % à 10,1 %,,.
Entre 2005 et 2014, le National Labor Relations Board a enregistré 18 577 élections de représentation syndicale ; dans 11 086 de ces scrutins (soit 60 %), la majorité des travailleurs a voté en faveur d’une représentation syndicale. La plupart des élections (15 517) ont été déclenchées par des pétitions déposées par les employés eux-mêmes, dont les syndicats en ont remporté 9 933. Plus rares étaient les élections provoquées par des pétitions d’employés visant à décertifier un syndicat (2 792, dont les syndicats ont remporté 1 070) ou par des pétitions déposées par les employeurs, qu’il s’agisse de représentation ou de décertification (268, dont les syndicats en ont remporté 85),.

## Programme d’éducation syndicale

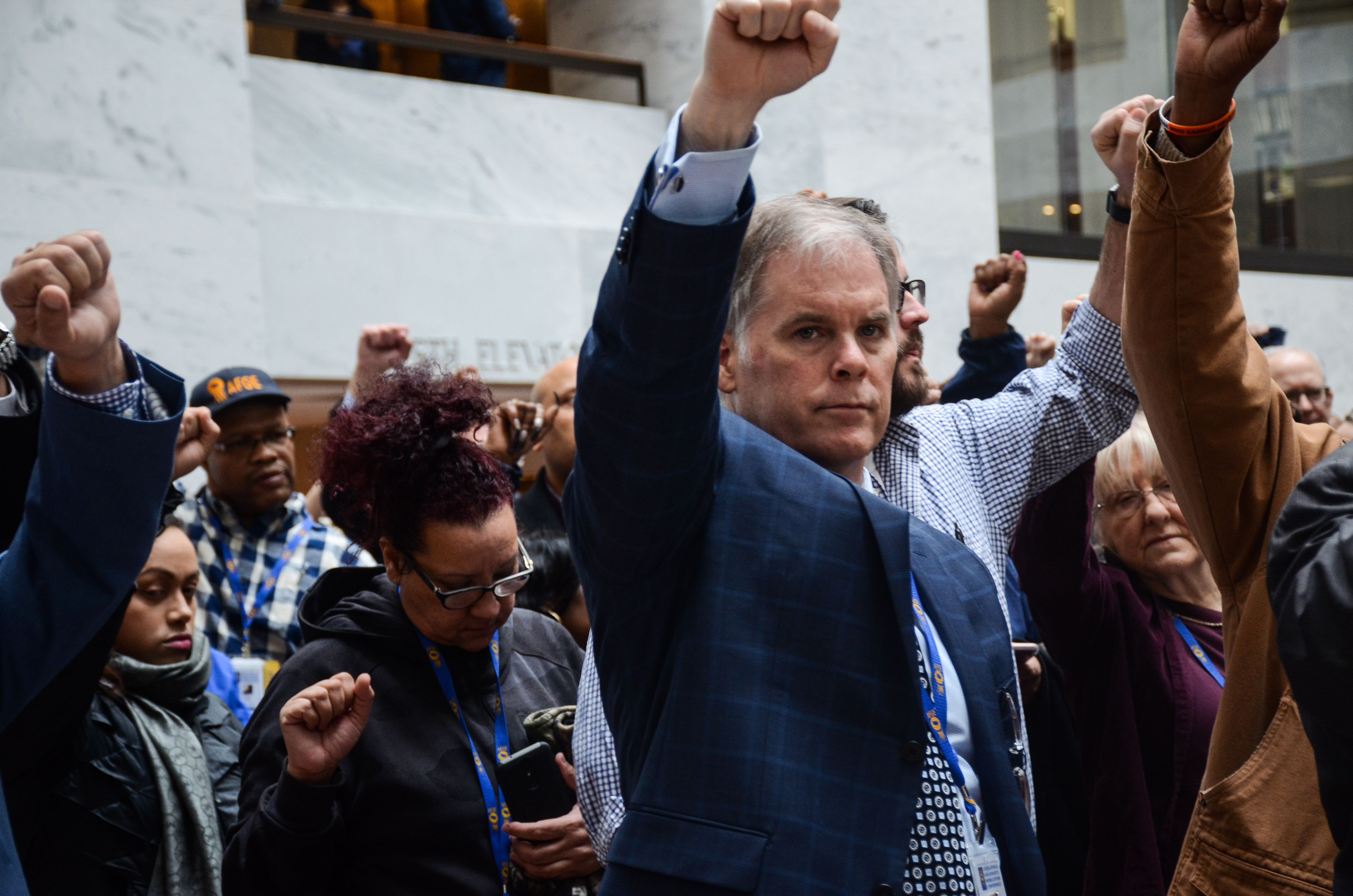
Union members protest against another government shutdown (2019)

Aux États-Unis, des programmes de formation syndicale comme le Harvard Trade Union Program fournissent aux responsables syndicaux une éducation spécialisée sur les questions de travail, les négociations et les politiques syndicales. Créé en 1942 par le professeur John Thomas Dunlop de l’Université Harvard, le Harvard Trade Union Program visait à former les membres des syndicats en les préparant à traiter les grandes questions contemporaines liées au lieu de travail et au droit du travail. Aujourd’hui, ce programme fait partie d’une initiative plus large à la Harvard Law School appelée le Labor and Worklife Program. Ce programme traite d’une large variété de questions liées au travail et à l’emploi, allant des fonds de pension syndicaux aux effets des nanotechnologies sur les marchés du travail et les conditions en entreprise.
L’Université Cornell est reconnue comme l’un des principaux centres mondiaux d’enseignement syndical, ayant fondé en 1945 la School of Industrial and Labor Relations. Sa mission est de former des dirigeants, d’éclairer les politiques nationales et internationales en matière d’emploi et de travail, et d’améliorer les conditions de travail grâce à ses programmes de licence et de master. L’école publie l’Industrial and Labor Relations Review et a compté Frances Perkins parmi ses professeurs. Elle comprend six départements : économie, gestion des ressources humaines, travail international et comparé, relations de travail, comportement organisationnel et statistiques sociales. Parmi les cours proposés figurent « Politique du Nord global » et « Analyse économique de l’université »,.

## Juridiction
Les syndicats utilisent le terme « juridiction » pour désigner leur revendication à représenter les travailleurs qui effectuent un certain type de travail et le droit de leurs membres à réaliser ce travail. Par exemple, le déchargement des cargaisons conteneurisées dans les ports américains est revendiqué par l’International Longshoremen’s Association, l’International Longshore and Warehouse Union et l’International Brotherhood of Teamsters, qui estiment que ce travail doit revenir aux salariés qu’ils représentent. Une grève de juridiction est un refus concerté de travailler entrepris par un syndicat pour affirmer le droit de ses membres à accomplir certaines tâches et pour protester contre l’attribution de ce travail contesté à des membres d’un autre syndicat ou à des travailleurs non syndiqués. Les grèves de juridiction se produisent le plus souvent aux États-Unis dans le secteur de la construction.
Les syndicats utilisent aussi le terme « juridiction » pour désigner les limites géographiques de leurs activités, notamment lorsqu’un syndicat national ou international répartit le droit de représenter les travailleurs entre différentes sections locales selon le lieu d’emploi des salariés, soit en suivant des lignes géographiques, soit en adoptant les frontières des juridictions politiques.

## Coalitions entre syndicats et environnementalistes
Pour aider à contrer leur déclin constant, les syndicats ont commencé dans les années 1980 à former des coalitions, aux niveaux local, national et mondial, avec des groupes religieux, des mouvements sociaux, des responsables politiques et parfois des employeurs. Il y a eu un passage général d’un plaidoyer centré sur des groupes d’intérêts spécifiques vers des mouvements prodémocratie à grande échelle.
Les coalitions entre syndicats et groupes environnementaux sont particulièrement présentes dans les domaines du commerce mondial et de la santé. Cette unification était unique compte tenu des relations houleuses et des différences notables entre les deux camps. Les syndicats, très hiérarchisés, donnent la priorité à l’emploi, avec des membres généralement issus des classes populaires, tandis que les groupes environnementaux sont souvent composés de membres des classes moyennes et de cols blancs, et se concentrent principalement sur les questions liées au climat et à l’environnement. Des tensions sont apparues par le passé lorsque les groupes environnementaux ont défendu des réglementations de protection de l’environnement sans prendre en compte les effets sur l’emploi ou les répercussions sur la sécurité des travailleurs, ce qui a involontairement provoqué l’hostilité des syndicats.
Les syndicats se rangeaient parfois du côté des employeurs, même si ces derniers sont souvent perçus comme opposés à la syndicalisation, car sans employeurs, il n’y a pas d’emplois. Les syndicats ont parfois agi contre les groupes environnementaux lorsque l’activisme écologique était perçu comme un frein à la croissance économique. Cette antagonisation a été encore renforcée par les employeurs dans le cadre d’une stratégie politique appelée « chantage à l’emploi », qui s’est révélée efficace pour opposer les deux mouvements.
Les syndicats et les groupes environnementaux ont commencé à collaborer au niveau international lorsque l’administration Reagan, dans les années 1980, a lancé des attaques contre les réglementations environnementales au même moment où elle licenciait des milliers de contrôleurs aériens en grève.

## Opinion publique
Bien qu’il ne soit plus aussi massif qu’entre les années 1930 et le début des années 1960, le soutien de la majorité du public américain aux syndicats reste clair. L’institut Gallup suit l’opinion publique sur les syndicats depuis 1936, année où il a constaté que 72 % des personnes interrogées approuvaient les syndicats. Ce soutien écrasant a diminué à la fin des années 1960, mais à l’exception d’un sondage en 2009 où les syndicats n’ont recueilli qu’un avis favorable de 48 % les majorités ont toujours soutenu les syndicats. Un sondage Gallup publié en août 2018 a montré que 62 % des répondants approuvaient les syndicats, le niveau le plus élevé depuis plus de dix ans. La désapprobation des syndicats a été exprimée par 32 %. Ils ont de nouveau sondé l’opinion en août 2022 et ont constaté que l’approbation était montée à 71 %, soit la perception positive la plus élevée depuis 1965, et que cette approbation augmentait régulièrement depuis 2016, année où elle s’élevait à 56 %.
À la question de savoir si les syndicats devraient avoir plus ou moins d’influence, Gallup a constaté que l’opinion publique est restée constamment partagée depuis que l’institut a posé la question pour la première fois en 2000, sans majorité en faveur d’une augmentation ou d’une diminution de leur influence. En août 2018, 39 % souhaitaient que les syndicats aient plus d’influence, 29 % moins d’influence, et 26 % voulaient que leur influence reste à peu près la même.
Un sondage du Pew Research Center réalisé entre 2009 et 2010 a constaté une baisse du soutien aux syndicats au plus fort de la grande récession atteignant 41 % d’opinions favorables et 40 % défavorables. En 2018, le soutien aux syndicats est monté à 55 % d’opinions favorables, avec seulement 33 % d’opinions défavorables. Malgré cela, l’adhésion syndicale a continué de diminuer.

## Législation et réglementation
Les syndicats du secteur privé sont régis par le National Labor Relations Act (NLRA), adopté en 1935 et modifié depuis. La loi est supervisée par le National Labor Relations Board (NLRB), une agence fédérale indépendante. Les syndicats du secteur public sont régis en partie par des lois fédérales et en partie par des lois étatiques. En général, ils ont montré des taux de croissance robustes, car les salaires et les conditions de travail sont fixés par des négociations avec des responsables locaux et étatiques élus.

## Défis contemporains
Malgré le soutien vocal et actif du président Joe Biden aux syndicats, le nombre de membres syndiqués aux États-Unis est resté stagnant et les syndicats continuent de décliner. Les obstacles modernes incluent la résistance des entreprises comme Amazon et Apple. Bien que le plein emploi renforce le pouvoir de négociation des travailleurs, l’adhésion syndicale reste faible, en particulier dans les nouvelles industries technologiques.

## Impact et critiques
Les syndicats ont joué un rôle crucial dans l’obtention de la journée de travail de huit heures et de la semaine de travail de cinq jours, grâce à une défense persistante et à des grèves qui ont finalement conduit à la Fair Labor Standards Act de 1938. Ils ont également été une force pour promouvoir l’égalité sur le lieu de travail, en incluant activement divers groupes ethniques et en soutenant les mouvements des droits civiques. Enfin, les syndicats ont lutté pour des conditions de travail plus sûres, conduisant à des législations critiques telles que l’Occupational Safety and Health Act et le Mining Enforcement and Safety Act, réduisant considérablement les dangers sur le lieu de travail.

## Lectures complémentaires
- Arnesen, Eric, éd. ‘‘Encyclopedia of U.S. Labor and Working-Class History’’ (2006), 3 vol; 2064 pages; 650 articles par des experts.
- Dubofsky, Melvyn, et Foster Rhea Dulles. ‘‘Labor in America: A History’’ (2004), manuel basé sur des manuels antérieurs de Dulles.
- Lichtenstein, Nelson. ‘‘State of the Union: A Century of American Labor’’ (2003).